# Museo del Hospital Militar Español
El Museo del Hospital Militar Español (en inglés: Spanish Military Hospital Museum)  está situado en la calle 3  Avilés, en San Agustín, Florida al sur de Estados Unidos. El museo cubre las prácticas médicas del segundo período colonial español (1784-1821 ). El museo está abierto los siete días a la semana entre las 10 a. m. y las 6 p. m. Los recorridos comienzan durante todo el día y cubren una demostración quirúrgica , la demostración boticaria, y visitas de un jardín de hierbas medicinales .
El hospital era una instalación de tres partes que consiste en el Hospital Oeste (construido en el Primer Período español), el Hospital del Este (construido durante el período británico) y la boticaria en la Casa William Watson (construida en el período de ocupación británica).  Las excavaciones arqueológicas en la década de 1960 descubrieron los cimientos originales del edificio del hospital. Con el uso de esas bases y los registros españoles del hospital, el edificio fue reconstruido. 